# 강응섭
강응섭(Kang Eung-Seob, 姜應燮, 1968년 6월 17일 - )은 대한민국의 신학자이며 정신분석상담학 교수이다. 1999년 9월부터 예명대학원대학교(구 예일신학대학원대학교, 2015년 10월, 학교명 변경)에서 조직신학 교수를 시작하였고, 2016년 3월 부터 개설한 정신분석상담학의 주임교수이다. 1998년 6월에 장 앙살디(Jean Ansaldi, 1934.7.30.~2010.9.9.) 교수와 그의 후임 장-다니엘 꼬스(Jean-Daniel Causse, 1962.6.18.~2018.6.8) 교수의 지도 아래 프랑스 몽펠리에 개신교신학대학교(Faculté de Théologie protestante de Montpellier)에서 “프로이트와 라깡의 Identification으로 루터와 에라스무스의 의지 논쟁 분석”(Les théories freudiennes et lacaniennes sur l'identification: Application au traité Du serf arbitre(1525.12.) de Martin Luther)이라는 제목으로 신학박사 학위를 받았다. 신학과 정신분석학(지그문트 프로이트, 자크 라캉)을 연결하면서 2006년 8월 개소한 ‘예수이름연구소’를 통해 ‘예수이름신학’을 연구하고 있으며 이 분야와 관련하여 최고의 전문가로 평가받는다.

## 학력
- 총신대학교 신학과(B.A.)
- 프랑스 몽펠리에 III대학교[폴 발레리대학교] 철학과-정신분석학과 (D.E.A.)
- 프랑스 몽펠리에 개신교신학대학교 조직신학전공 신학박사(Dr. en Theo. 1998.6.)

## 경력
- 예명대학원대학교 조직신학 교수(1999.9.-현재)
- 예명대학원대학교 정신분석상담학 교수(2016.3.-현재)
- 예명대학원대학교 교학처장(2003.3.-2007.2. 2022.10.-)
- 예수이름연구소장(2006.8.-)
- 한국라깡과현대정신분석학회 제5대 총무이사(2006.9.-2008.8.) 및 편집위원장(2022.3.-2024.2.) 및 부회장(2018.9.-2026.2.)[4]
- 한국조직신학회 편집위원(2021.11.-2023.10.) 및 감사(2023.11.-2025.10.)

## 학위논문
- Les théories freudiennes et lacaniennes sur l'identification: Application au traité Du serf arbitre(1525.12.) de Martin Luther(Dr. en Theo. 1998.6.)

## 저서
- (2021.9.) 『자크 라캉의 세미나 읽기』. 서울: 세창미디어(큰글자책), 2021.9.[5]
- (2021.7.) 『프로이트 읽기』. 서울: 세창미디어, 2021.7.
- (2018.5.) 『한국에 온 라캉과 4차 산업혁명』. 서울: 세창미디어, 2018.5.
- (2018.4.) 『라깡과 기독교의 대화: 라깡의 정신분석으로 기독교 읽기』. 서울: 새물결플러스(기독교인문 시리즈 7), 2018.4.30.
- (2016.3.) 『첫사랑은 다시 돌아온다-프로이트와 라캉의 사랑론』. 서울: 세창미디어, 2016.3.25.
- (2015.9.) 『자크 라캉의 세미나 읽기-파리 생탄병원에서 행한 세미나들(1953.11.18-1963.7.3.)』. 서울: 세창미디어, 2015.9.15.
- (2014.11.) 『자크 라캉과 성서 해석-정신분석학으로 성서 읽기』. 서울: 새물결플러스(기독교인문 시리즈 5), 2014.11.
- (2010.7.) 『프로이트: 무의식을 통해 마음을 분석하다』. 파주: 한길사(인문고전 깊이읽기 2), 2010.7.5.
- (2006.2.) 『성경적 세계관 이해』. 화성: 예일신학대학원대학교출판부(신학강의 시리즈 32), 2006.2.
- (2005.9.) 『교리와 세계관 입문』. 화성: 예일신학대학원대학교출판부(신학강의 시리즈 28), 2005.9.
- (2004.3.) 『세계관2(인간론)』. 화성: 예일신학대학원대학교출판부(신학강의 시리즈 18), 2004.3.
- (2001.5.) 『예수이름을 강조하는 신학에 관한 고찰』. 서울: 레마, 2001.5.
- (2001.3.) 『기독교신학입문』. 화성: 예일신학대학원대학교출판부(신학강의 시리즈 12), 2001.3.
- (2001.3.) 『신구약성경윤리』. 화성: 예일신학대학원대학교출판부(신학강의 시리즈 13), 2001.3.
- (2001.3.) 『세계관1(삼위일체론)』. 화성: 예일신학대학원대학교출판부(신학강의 시리즈 18), 2001.3.
- (1999.9.) 『동일시와 노예의지-프로이트와 라캉의 동일시 이론과 에라스무스와 루터의 논쟁』. 서울: 백의, 1999.9.
- (1999.8.) 『라깡의 세미나 읽기(14차례 학술세미나 강연집 1999.8.)』. 서울: 성균관대학교대학원 학생회, 1999.8.
- (1998.6.) Kang eung-séob. Les théories freudiennes et lacaniennes sur l'identification: Application au traité Du serf arbitre(1525.12.) de Martin Luther. Thèse de Doctorat, IPT(Faculté de Théologie protestante de Montpellier, Supervisor: Jean Ansaldi) [박사학위논문]

## 공저
- (2025.7.) “정신분석의 충동과 과학자의 욕망: 라캉의 에크리 제32장을 중심으로.” 『인공지능(AI) 시대의 종교와 과학』. 서울: (코리안 아쉬람 인문연구 8/K-종교인문연구 8), 2025.7.
- (2025.6.) “욕망과 실패의 정신분석학.” 『실패의 인문학』. 서울: 모시는 사람들(한국문화신학회 공저), 2025.6.20.
- (2024.7.) “멀티 페르소나-부캐(부캐릭터)에 관한 성서-정신분석적 사색.” 『상호문화적 글로벌시대의 종교와 사회』. 서울: 열린서원(코리안 아쉬람 인문연구 7), 2024.7.
- (2023.9.) 강응섭·유복곤·조남신 공저. 『예명신학 1. 예명콜로키움 13회-16회(2020.6.-2022.4.)』. 서울: 레마, 2023.9.
- (2023.9.) “라캉으로 읽은 렘브란트의 그림이 재현한 다윗의 편지.” 『상호문화적 글로벌시대의 종교와 예술』. 서울: 열린서원(코리안 아쉬람 인문연구 6), 2023.9.
- (2023.9.) “자크 라깡과 신학의 접점에서 —앙살디와 꼬스의 하이브리디티 신학,” 『포스트모던 시대의 철학과 신학』. 서울: 대한기독교서회(한국조직신학회 기획 시리즈 9), 2023.9.
- (2023.4.) “한국에 라깡을 소개한 1980년대의 학자들.” 「산 넘고 물 건너」. 서울: 열린서원(계간지), 2023.4. 제9호, 봄호.
- (2023.10.) “육의 몸과 영의 몸은 어떻게 작동하는가?” 『죽음의 시대를 넘어 생명신학』. 서울: 동연(한국조직신학회 기획 시리즈 10), 2023.10.[6]
- (2023.10.) “라캉의 ‘3말’(三語)로 안병무의 “그리스도교와 민중언어 1” 읽기― 민중언어의 기원과 전개 과정에 관한 시론.” 『K-신학(Theology). 한국신학의 부활』. 서울: 동연(한국조직신학회 기획 시리즈 11), 2023.10.
- (2023.1.) “자연에 떠도는 정신의 생태 매개로서의 몸에 관한 고찰.” 『상호문화적 글로벌시대의 종교와 생태』. 서울: 열린서원(코리안 아쉬람 인문연구 5), 2023.1.
- (2022.6.) “라깡의 정체화(Identification)와 루터의 노예의지(servo arbitrio).” 『상호문화적 글로벌시대의 종교와 정치』. 서울: 열린서원(코리안 아쉬람 인문연구 4), 2022.6.
- (2022.6.)“라깡 형제 이야기: 되풀이 되는 탕자.” 「산 넘고 물 건너」. 서울: 열린서원(계간지), 2022. 제6호, 여름호.
- (2021.11.) 강응섭-백승희 공저. “팬데믹 시대의 가족 서사.” 『대중 문화와 영성』. 서울: 동연, 2021.11.
- (2019.7.) “심리적 평화의 기제에 관하여 - 바울 아우구스티누스 루터 파스칼 프로이트 라깡을 중심으로.” 『평화의 신학』. 서울: 동연, 2019.7.
- (2018.9.) “정신분석학 이론 수용의 맥락: 프로이트와 라캉 이론을 중심으로 한 역사적 소묘.” 「쓺_문학의 이름으로」. 서울: 문학실험실(이인성 이사장), 통권 제7호, 2018.9.
- (2018.9.) “루터에 따른 성령과 오늘날 신앙생활의 적용(1권 2부 4장).” 종교개혁 500주년 기념 공동학술대회 준비위원회, 『종교개혁 500주년 공동학술도서』(총7권). 서울: 나눔사, 2018.9.
- (2018.6.) 고명수·강응섭. 공저 『시인과 철학자의 유쾌한 대화』. 서울: 세창미디어, 2018.6.
- (2017.9.) “교파 밖의 소수자: '교파'와 '교파 밖의 소수자' 형성 기제에 관한 고찰.” 『소수자의 신학』. 서울: 동연, 2017.9.
- (2017.4.) “루터에 따른 성령,” 『성령론』. 서울: 한국조직신학회 학자들 공저, 대한기독교서회(한국조직신학회 기획 시리즈 6), 2017.4.
- (2016.10.) “성경은 어떻게 읽어야 하는가?” 『목회를 위한 교의학 주제 해설』. 서울: 대한기독교서회(한국조직신학회 21명 학자들 공저), 2016.10.10.
- (2014.8.) “정신분석의 신학적 해석-기의 없는 기표와 성서 읽기.” 『라캉과 지젝 - 정치적, 신학적, 문화적 독법』. 서울:글항아리출판사, 2014.8.15.
- (2014.12.) “기억을 위한 동참,” 『곁에 머물다: 그 봄을 기억하는 사람들의 겨울편지』. 서울: 대한기독교서회(세월호의 아픔을 함께하는 이땅의 신학자들, NCCK세월호참사대책위원회), 2014.12.25.
- (2010.6.) “라깡과 민중신학.” 『다시, 민중신학이다』. 서울: 동연, 2010.6.
- (2004.11.) “아우구스티누스와 라깡-율동하는 마음의 동인으로서 성령-.” 『생명의 영성』. 서울: 대한기독교서회(한국조직신학논총 11집), 2004.11.

## 역서
- (2024.2.) 미르치아 엘리아데/강응섭·고승미 역. 『신화 꿈 신비』. 서울: 동연, 2024.2. [개정판]
- (2021.2.) 조엘 도르/홍준기·강응섭 역. 『라깡 세미나 에크리 독해 1』. 남양주: 눈(nun), 2021.2.
- (2019.7.) 가에탕 가스티앙 드 클레랑보/강응섭 역. 『여성에게서 직물에 대한 에로틱한 열정』. 서울: 최측의 농간, 2019.7.
- (2019.11.) “게오로그 그로데크.” 나지오 외 6인 저술/이유섭 강응섭 외 5인 역. 『프로이트-페렌치-그로데크-클라인-위니코트-돌토-라깡 정신분석 작품과 사상』. 시흥: 한동네, 2019.11.
- (2009.3.) 조엘 도르/홍준기·강응섭 역. 『라깡 세미나 에크리 독해 1』. 서울: 아난케, 2009.3.
- (2006.4.) 미르치아 엘리아데/강응섭 역. 『신화 꿈 신비』. 고양: 숲, 2006.4. [2006년 문화관광부 종교부문 우수학술도서 지정]
- (2005.9.) 루디네스코 & 플롱/강응섭·권희영·여인석·이유섭·정혜숙 공역. 『정신분석 대사전』. 백의, 2005.9. [2006년 대한민국학술원 기초학문육성 우수학술도서 선정]
- (2003.6.) 가에탕 가티앙 드 클레람보/강응섭 역. 『여성의 에로틱한 열정과 페티시즘-라깡과 클레람보의 직물과 정신분석』. 고양: 숲, 2003.6.
- (2003.4.) 막 레이징거/강응섭 역.『라캉 신드롬』. 서울: 문예, 2003.4.

## 논문
- (2024.12.) “라캉의 ‘3말’(三語)로 안병무의 ‘그리스도교와 민중언어 1’ 읽기 : 민중언어의 기원과 전개 과정에 관한 시론.” 「한국조직신학논총(한국조직신학회 학술지, 등재지)」 제77집(동연출판사, 2024.12.)
- (2024.9.) “로마서 12장 6절 ‘προφητεια κατα την ἀναλογίαν της πίστεως(예언이면 믿음의 분수대로)’에 대한 조직신학적 연구.” 「한국조직신학논총(한국조직신학회 학술지, 등재지)」 제76집(동연출판사, 2024.9.)
- (2023.6.) “칼뱅에 따른 ‘하나님의 이름’(nomen Dei, Nom de Dieu) 연구― 󰡔기독교강요󰡕 최종판 ‘제1권 13장 20절’에 이르는 다섯 판본을 중심으로.” 「한국조직신학논총(한국조직신학회 학술지, 등재지)」 제71집(동연출판사, 2023.6.)
- (2022.9.) “앙살디와 꼬스의 ‘하이브리디티 신학’ (Hybridity Theology) ― 루터와 라깡에 기반한 Fides-Théologie-Ecritures (실재-신학-성서)의 연결에 관한 논의.” 「한국조직신학논총(한국조직신학회 학술지, 등재지)」 제68집(동연출판사, 2022.9.)
- (2021.6.) “‘어머니-교회’의 관점에서 고찰하는 코로나-19 시대에 직면한 한국교회.” 「한국조직신학논총(한국조직신학회 학술지, 등재지)」 제63집(동연출판사, 2021.6.)
- (2020.2.) “한국에 라캉이 도입되는 과정에 관한 이해: 현대시사상(1989.12.–1997.3.)을 중심으로.”「현대정신분석(한국현대정신분석학회 학회지, 등재지)」(22권 1호, 2020.2.)
- (2019.8.) “인공지능이 따라하지 못할 인문학적 뇌와 인간의 양면성(창조성과 한계)에 도전하는 인공지능.”「현대정신분석(한국현대정신분석학회 학회지, 등재지)」(21권 2호 서평, 2019.8.) 서평 책은 권택영의 『생각의 속임수 인공지능이 따라하지 못할 인문학적 뇌』. 서울: 글항아리, 2018.7.
- (2019.6.) “심리적 평화의 기제로서 정신의 질서에 관한 소고 - 바울 아우구스티누스 루터 파스칼 프로이트 라깡을 중심으로.” 「한국조직신학논총(한국조직신학회 학술지, 등재지)」 제55집(동연출판사, 2019.6.)
- (2018.3.) “한국 개신교의 개교회주의화에 관한 소고: 제2차 보편신조에 견주어 봄.” 「한국조직신학논총(한국조직신학회 학술지, 등재지)」 제50집(동연출판사, 2018.3.)
- (2017.2.) “라깡에게서 langage: 언어학과 인지과학.” 「현대정신분석(한국현대정신분석학회 학회지, 등재지)」(19권 1호 서평, 2017.2.) 서평책은 김형효 & 김종주(1994)의 「현대시사상」(서울: 고려원, 여름호, 1994.)
- (2016.12.) “예수의 직무 연구: 바리사이파 사람 시몬 집에서의 경우.” 「한국조직신학논총(한국조직신학회 학술지, 등재지)」 제46집 (동연출판사, 2016.12.)
- (2015.6.) “<다윗의 편지>에 나타난 주체: 프로이트와 라깡의 관점으로.” 「한국조직신학논총(한국조직신학회 학술지, 등재지)」 제41집 (동연출판사, 2015.6.)
- (2014.6.) “루터에 따른 믿음과 회개: 들려줌과 들음의 변주.” 「한국조직신학논총(한국조직신학회 학술지, 등재지)」 제38집 (동연출판사, 2014.6.)
- (2013.9.) “룩-슈레더에 따른 '예수의 이름'에 재현된 삼위일체 하나님의 유일성과 현재화에 대한 연구.” 「한국조직신학논총(한국조직신학회 학술지, 등재지)」 제36집 (한들출판사, 2013.9.)
- (2012.12.) “사랑의 문자 S(A/)와 실재의 사랑: 라깡, 지젝, 중세스콜라신학에 따른 고찰.” 「현대정신분석(한국현대정신분석학회 학회지, 등재지)」(14권 2호, 2012.12.)
- (2011.12.) “라깡의 히스테리주체와 기독교의 신앙고백.” 「한국조직신학논총(한국조직신학회 학술지, 등재지)」 제31집 (한들출판사, 2011.12)
- (2011.12.) “라깡의 거울도식과 나르시스적 사랑.” 「시현실(詩現實, 계간지, 예맥출판사)」(제50호, 2011.12.)
- (2011.6.) “예수이름과 양성일치 기독론.” 「한국조직신학논총(한국조직신학회 학술지, 등재후보지)」 제29집 (한들출판사, 2011.6.)
- (2010.12.) “거울도식과 나르시스적 사랑.” 「현대정신분석(한국현대정신분석학회 학회지, 등재지)」(12권 2호, 2010.12.)
- (2009.12.) “라깡의 불안변증법과 탈경계.” 「현대정신분석(한국현대정신분석학회 학회지, 등재지)」(11권 2호, 2009.12.)
- (2008.9.) “라깡의 종교담론과 기독교 신학체계 간의 유비적 접근.” 「한국조직신학논총(한국조직신학회 학술지)」 제21집 (한들출판사, 2008.9)
- (2009.8.) “종교의 형식과 내용에 대한 라깡적 에세이.” 「철학과 현상학 연구(한국현상학회 학회지, 등재지)」(제42집, 2009.8.30, 2009년 여름호)
- (2008.2.) “라깡적 기호학으로 본 아우구스티누스의 '정신'과 '말'의 관계.” 「철학과 현상학 연구(한국현상학회 학회지, 등재지)」(제36집, 2008.2.28, 2008년 봄호)
- (2007.12.) “아우구스티누스의 인간론.” 「한국조직신학논총(한국조직신학회 학술지)」 제19집(한들출판사, 2007.12.)
- (2007.12.) “라깡에게서 기호학과 기하학의 운용문제 연구: 세미나 9권을 중심으로.” 「현대정신분석(한국현대정신분석학회 학회지, 등재지)」(9권 2호, 2007.12.)
- (2006.12.) “아우구스티누스의 intentio와 라깡의 pulsion.” 「현대정신분석(한국현대정신분석학회 학회지, 등재지)」(8권 2호, 2006.12.)
- (2006.8.) “라깡, objet a, 예수 이름.” 「현대정신분석(한국현대정신분석학회 학회지, 등재지)」(8권 1호, 2006.8.)
- (2006.6.) “라깡과 루터-정체화와 노예의지 비교-.” 「한국조직신학논총(한국조직신학회 학술지)」 제16집(한들출판사, 2006.6.)
- (2005.12.) “라깡과 종교.” 「현대정신분석(한국현대정신분석학회 학회지, 등재후보지)」(7권 2호, 2005.12.)
- (2004.11.) “아우구스티누스와 라깡-율동하는 마음의 동인으로서 성령-.” 『생명의 영성』. 서울: 기독교서회(「한국조직신학논총(한국조직신학회 학술지)」 제11집), 2004.11.
- (2003.12.) “라깡에게서 structure의 의미.” 「현대정신분석(한국현대정신분석학회 학회지)」(5권 1호, 2003.12.)

## 학술활동(발표)
- (2025.6.) “K-신앙: 조하네스의 ‘보완된 이름-개념 2’로 조명하는 ‘예수이름으로의 신앙’ -‘조하네스 M.B. 노트 스쿨’을 중심으로-.” 제22회 예명콜로키움, 논찬 한상민 ASCM 총장, 조직신학(홍천 소노빌리지 웰컴센터 크리스탈볼룸, 2025.6.16-17. 월-화.).
- (2024.12.) “‘Form/Formel’로 조하네스의 ‘이름개념(학)’ 읽기.” 제21회 예명콜로키움, 논찬 문배수 대신대학교, 신약학 교수(예명대학원대학교 레마홀, 2024.12.16.월.)
- (2024.9.) ”라캉의 ‘3말(三語)’로 안병무의 ‘그리스도교와 민중언어 1’ 읽기: 민중언어의 기원과 전개과정에 관한 시론찰.“ 제19회 한국조직신학자전국대회(신내감리교회, 2024.9.7.토.) 이번 학술대회에는 논찬을 두지 않기로 함.
- (2024.6.) “장-루이 루바의 ‘그리스도의 이원성’이 조하네스의 ‘이름-개념’에 주는 의미.” -제20회 예명콜로키움, 논찬 조안나 남아프리카공화국 Stellenbosch 대학교 연구원, 조직신학(예명대학원대학교 6층 세미나실, 2024.6.17. 월.).
- (2024.5.) “프로이트적 물 또는 정신분석에서 프로이트로의 복귀의 의미(2).” 「『에크리』 언박싱」. 한국현대정신분석학회, 줌으로 진행. 2024.5.8.수. 19시-21시.
- (2024.5.) “프로이트적 물 또는 정신분석에서 프로이트로의 복귀의 의미(1).” 「『에크리』 언박싱」. 한국현대정신분석학회, 줌으로 진행. 2024.5.1.수. 19시-21시.
- (2024.4.) “부록 1: 프로이트의 「부인」에 대한 구술 주해.” 「『에크리』 언박싱」. 한국현대정신분석학회, 줌으로 진행. 2024.4.24.수. 19시-21시.
- (2024.4.) “프로이트의 「부인」에 관한 이폴리트의 논평에 대한 응답.” 「『에크리』 언박싱」. 한국현대정신분석학회, 줌으로 진행. 2024.4.17.수. 19시-21시.
- (2024.4.) “프로이트의 「부인」에 관한 이폴리트의 논평에 대한 소개.” 「『에크리』 언박싱」. 한국현대정신분석학회, 줌으로 진행. 2024.4.10.수. 19시-21시.
- (2024.3.) “표준 치료의 변형태들(2).” 「『에크리』 언박싱」. 한국현대정신분석학회, 줌으로 진행. 2024.4.3.수. 19시-21시.
- (2024.3.) “표준 치료의 변형태들(1).” 「『에크리』 언박싱」. 한국현대정신분석학회, 줌으로 진행. 2024.3.27.수. 19시-21시,
- (2023.12.) “조하네스의‘이름-개념2’로 본 ‘믿음의 분수대로 예언 (προφητεια κατα την ἀναλογίαν της πίστεως)’(롬12:6) 연구.” -제19회 예명콜로키움, 논찬 조안나 남아프리카공화국 Stellenbosch 대학교 연구원, 조직신학(예명대학원대학교 6층 세미나실, 2023.12.18. 월.)
- (2023.6.) “1964년 로마의 라캉, 2023년 서울의 라캉, 60년 간의 Trieb, Désir 논의. -『에크리』 32장과 『세미나11권』 13-15장을 중심으로-.” 한국현대정신분석학회 주제: 『에크리』 스팩트럼, 논평 이선경 예명대학원대학교 정신분석학 박사(예명대학원대학교 레마홀, 2023.6.20. 토요일.)
- (2023.4.) “σωμα ψυχικόν과 σωμα πνευματικόν의 관계에 대한 고찰.” 제18회 한국조직신학자전국대회, 논찬 이명권 박사 코리안아쉬람 대표(연세대 루스채플, 2023.4.22. 토.)
- (2022.12.) “칼뱅의 ‘nomen Dei-Nom de Dieu’에 대한 연구: <기독교강요> 최종판 ‘제1권 13장 20절’에 이르는 다섯 판본(1536년, 1539년, 1541년, 1559년, 1560년)을 중심으로.” 제17회 예명콜로키움, 논찬 조안나 남아프리카공화국 Stellenbosch 대학교 연구원, 조직신학(줌으로 진행, 2022.12.12.월.)
- (2022.12.) “자연에 떠도는 정신의 생태에 관한 고찰.” 「종교와 생태」(제1회 연합학술대회, 한국사찰림연구소, k-종교인문연구소(봉은사, 2022.12.11.)
- (2022.9.) “앙살디-꼬스에 따른 ‘Fides-Théologie-Ecritures’의 연결에 관한 논의.” 제17회 한국조직신학자전국대회, 논찬 서혜정 글로버언약신학대학원 교수(덕수교회, 2022.9.24.토.)
- (2022.8.) “라깡과 기독교의 대화.” 건국대학교 철학과 특강(줌으로 진행, 2022년 8월 19. 목. 오후3시-6시)
- (2022.8.) “프로이트의 「부인」에 관한 이폴리트의 논평에 대한 소개.” 『에크리』 특강. 한국현대정신분석학회, 줌으로 진행. 2022.8.4.목. 19시-21시.
- (2022.5.) “예수이름의 기독론.” 예명대학원대학교 예수이름신학고위과정(줌으로 진행, 2022.5.30. 월요일.15시-17시.)
- (2022.4.) “라깡과 기독교, 너 자신같이 ὡς σεαυτον(눅10:27)를 중심으로.” 가나안교회 현대신학특강(줌으로 진행, 2022.4. 오후4-6시.)
- (2022.3.) “프로이트, 나의 형성과 종교, 나르시시즘 사랑 생명을 중심으로.” 가나안교회 현대신학특강(줌으로 진행, 2022.3.27.주일. 오후4-6시.)
- (2021.9.) “팬데믹 시대의 우리 가족과 우리 교회는 충분히 어머니다운가: 칼뱅의 교회의 본질과 라캉의 성차를 교차하면서 성찰하기.” 제16회 한국조직신학자전국대회(줌으로 진행), 논찬 한상민 서울한영대학교 교수(줌, 2021.9.11. 토.)
- (2021.4.) “프로이트씨와 만나는 금요일 저녁 1~5.” 총5회, 주최 I-Fider(줌, 2021.4.2.금요일~2021.4.30.금요일 19:30-21:00.)
- (2021.3.) “라깡과 기독교의 대화, 새물결플러스의 (백우인 튜터와 함께) ‘한달한권.” 총4회(새물결플러스출판사, 2021.3.5.금요일~2021.3.26.금요일 15:00-19:00.)
- (2021.12.) “프로이트씨와 만나는 화요일 저녁1~5.” 총5회, 주최 상담의 집 지혜와사랑(줌, 2021.12.28.화요일~2022.1.25.화요일 19:30-21:30.)
- (2021.12.) “언약 전승에서 본 아가야의 총독 갈리오의 판결문 로고스 오노마타 노모스 연구.” 예명대학원대학교 6층 세미나실, 논찬 한상민 서울한영대학교 교수(예명대학원대학교 6층 세미나실, 2021.12.6. 오후 3시).
- (2020.12.) “예수이름신학의 근거인 인터내셔널 렘위크엔 토크 "성령은 누구이신가: 삼위일체-보혜사" 연구’.” 논찬 김영선 협성대학교 교수(예명대학원대학교 6층 세미나실, 2020.12.21.월.)
- (2020.11.) “프로이트의 Entwurf(1895)에 나타난 Ich에 관하여.” 2020년 한국현대정신분석학회 후반기 공동학술대회, 토론 차타순 헤세드정신분석상담센터장(줌, 2020.11.7.토.)
- (2020.9.) “이름을 둘러싼 진리와 폭력: 언약전승, 사도행전 그리고 현대신학을 중심으로.” 제15회 한국조직신학자전국대회(줌으로 진행), 논찬 조안나 스텔렌보쉬대학교 박사(줌, 2020.9.12. 토.)
- (2020.1.) “정신구조 모델에 관하여.” 한국현대정신분석학회 교육분과 주최(분석가양성스쿨), (현대정신분석연구소(광화문플래티넘 918호), 2020.1.30.목.)
- (2019.12.) “프로이트의 심급과 라캉의 언어처럼 짜여진 무의식, 그리고 AI의 빅데이터 사이의 대화는 가능한가?” 한국현대정신분석학회 후기 학술대회, 주제: 정신증, 조현병 무엇인가?, 논평 권택영 경희대학교 명예교수(아주대학교 다산과 지하1층, 2019.12.14.토.)
- (2019.4.) “인공지능시대의 심리구조와 심리과정의 관계 고찰.” 제14회 한국조직신학자전국대회, 논찬 박일준 감신대학교 교수(은혜감리교회, 2019. 4. 27.토.)
- (2018.4.) “공교회는 어떤 평화를 이루어야 하나? 바울과 라캉의 평화의 기제에 관한 고찰.” 제13회 한국조직신학자전국대회, 논평 이상철 한신대학교 조직신학 교수(서울신학대학교 100주년 기념관 4층 강의실, 2018.4.14.토.)
- (2018.3.) “정신의 질서: 심리적 평화의 기제에 관한 고찰.” 한국문화신학회 콜로퀴엄(빅퍼즐문화연구소, 2018.3.30.금.)
- (2017.12.) “한국의 라깡 정신분석 역사-『현대시사상(1989-1997년)을 중심으로.” 한국라깡과 현대정신분석학회 후기 학술대회 [정신분석과 한국 사회], 논론 정지은 홍익대 교수(국회의원 회관 제8간담회의실 211호, 2017.12.9.토.)
- (2017.2.) 제12회 한국조직신학자전국대회, '교단들이 한국 사회에 끼친 영향에 관한 고찰' 발표, 제12회 한국조직신학자전국대회, 제주 성안교회 및 명성아카데미하우스, 2017.4.21-22, 논평은 이병수 교수(고신대 선교학)
- (2017.2.) “한국에 온 라캉 - <현대시사상>을 통해 보기.” 세창인문산책 네번째 강연회(1), 주관: 세창출판사, 세창미디어(홍대 경의선 책거리 공간산책 2층, 2017.2.7. 화, 19-20:30.)
- (2017.2.) “인공지능 시대의 라캉 - 누가 빅데이터를 해석할 것인가?” 세창인문산책 네 번째 강연회(2), 주관: 세창출판사, 세창미디어* (홍대 경의선 책거리 공간산책 2층, 2017.2.21. 화, 19-20:30.)
- (2016.10.) “성서로 돌아가자-라캉식 정신분석의 기술로 본 함의.” 한국기독교학회 2016 제45차 정기학술대회(주제: 종교개혁과 후마니타스: 기독교는 "헬조선"시대에 희망을 줄 수 있는가?) 한국조직신학회 분과, 논찬 백충현 장로회신학대학교 교수(소망수양관, 2016년 10월 21일 금요일)[7]
- (2016.10.) “성경은 어떻게 읽어야 하는가?” 『목회를 위한 교의학 주제 해설』의 제15강, 한국조직신학회 주최, 케리그마연구원(원장 김재진 박사) 주관, 신촌성결교회 후원(신촌성결교회 채움 3실, 2016년 10월 24일, 오후 2시,)
- (2016.4.) “성경은 어떻게 읽어야 하는가?” 제11회 한국조직신학자전국대회, 논평 하경택 장신대학교 구약학 교수(성북구 덕수교회, 2016.4.22.) 우수논문상 수상(단해그룹 후원).
- (2015.12.) “라깡, 향유에 얽힌 예수의 마음을 읽다: 누가복음 7장 36-50절을 중심으로.” 임상복지예술심리치료학회(KCAP 까프), 논평 문용식 총신대 교수(명지대학교 별관 3508호, 2015년 12월 19일(토) 13:00 – 18:00.)
- (2015.4.) “제10회 한국조직신학자전국대회, 변혁의 근원으로서 '주체의 구조'에 대한 모색: 프로이트와 라깡의 관점으로 사무엘하 11장의 '다윗의 편지' 읽기.” 제10회 한국조직신학자전국대회, 논평 김영택 성결대학교 조직신학 교수(추풍령 단해교회, 2015.4.24.-25.)
- (2014.12.) “다윗과 라캉의 대화: 사무엘하 11장 14절을 중심으로.” 임상복지예술심리치료학회(KCAP 까프), 논평 문용식 총신대 교수(명지대학교 별관 3508호, 2014년 12월 13일(토) 13:00–18:00.)
- (2014.5.) “라깡과 함께하는 지젝식 ‘기의없는기표'로 본 한국 신학과 한국 교회.” 제9회 한국조직신학자전국대회/2014한중일신학포럼, 논평 윤원준 침신대 조직신학 교수(이화여자대학교 대학교회 대학원 세미나실1, 2014.5.9.)
- (2013.4.) “라깡의 대타자에 따른 신학의 여러 방법론에 대한 재고.” 제8회 한국조직신학자전국대회, 논평 정혁현 한 살림교회 목사(서초(성결)교회, 2013.4.20.)
- (2012.12.) “사랑에 대한 라깡과 지젝의 견해.” 한국라깡과현대정신분석학회 후기 학술대회, 주제: 라깡과 지젝: 정신분석의 현재, 토론 김석 건국대 철학과 교수(경희대학교 국제캠프스 외국어대학 한누리 소극장, 2012.12.1.토.)
- (2012.4.) “라깡의 triade를 통해 본 예수이름과 사건중심의 신학에 관한 고찰.” 제7회 한국조직신학자전국대회, 논평 김희헌 한신대학교 조직신학 교수(신촌성결교회, 2012.4.28.토.)
- (2011.4.) “루터의 신앙론: 눌림에서 숭앙으로, 정체에서 소통으로의 역동적 이행.” 제6회 한국조직신학자전국대회, 논평 윤원준 침례신학대학교 조직신학(나사렛대학교, 2011.4.9. 토요일.)
- (2010.8.) “L'identité paternelle chez Augustin de Hipo et J. Lacan: pour proposer langage nouvel de la paternité(히포의 아우구스티누스와 라깡에게 있어서 부성적 정체성: 부성에 대한 새로운 언어를 제시하기 위하여).” 주최: 한국비교문학회, 대회명: The XIXth Congress of International Comparative Literature Association, 발표언어-프랑스어(중앙대학교, 2010.8.20.금.)
- (2010.5.) “라깡의 거울도식과 나르시시즘.” 2010년 한국라깡과현대정신분석학회 전기 학술대회, 주제: 라깡과 이미지, 논평 민승기 경희대학교 영문학과 교수(동국대학교, 2010.5.29.토.)
- (2010.4.) “기술진보시대의 히스테리 주체와 신앙고백.” 제5회 한국조직신학자전국대회, 논평 황돈형 중앙신학교 조직신학 교수(호서대학교, 2010.4.24.일 토요일.)
- (2009.12.) “라깡의 불안 변증법과 탈경계.” 한국라깡과현대정신분석학회 주제: 라깡과 탈경계, 논평 문용식 총신대학교 교양학부 교수(동국대학교, 2009.12.5.토.)
- (2009.6.) “물의 전치를 통해 본 라깡의 종교담론.” 한국라깡과현대정신분석학회 주제: 라깡과 종교, 논평 정경훈 아주대학교 영문학 교수(동국대학교, 2009.6.20. 토요일.)
- (2009.5.) “라깡과 민중신학.” 한국민중신학회 월례세미나(경동교회 선교관 4층 장공채플, 2009년 5월 14일, 목교일 오후 6시.)
- (2009.4.) “라깡의 기호학적 정신분석에 따른 '예수이름' 연구: 현대신학의 양극화된 기독론 재고.” 제4회 한국조직신학자전국대회, 논평 신인섭 강남대 신학부 종교철학 교수(호서대학교, 2009.4.25.일 토요일.)
- (2008.11.) “조하네스 이명범의 예수이름 연구 추이 및 삼위일체론적 전망 고찰.” 예일신학대학원대학교 제10회 예일콜로퀴움(예일신학대학원대학교 제3강의실, 2008..06.11, 수요일.)
- (2008.9.) “미르치아 엘리아데의 '성과 속-종교의 본질' 서평.” 중앙일보 엔비 45호(주제와 만나는 책, 오늘날 종교의 의미? 2008.9.)
- (2008.5.) “현대신학에서 본 라깡의 실재개념 연구.” 한국기독교연구원 월례세미나(광화문 베를린, 2008.5.2.금.)
- (2008.5.) “라깡의 실재개념과 실재의 현시로서 '예수이름'.” 제3회 한국 조직신학자 전국대회, 대회주제: 지구적 위기와 신학적 책임, 생태-정의-치유, 논평 이오갑 그리스도대 조직신학 교수(충북 영동군 추풍령면 단해교회, 2008.5.23.금-24.토)
- (2008.2.) “라깡과 '성'서묵상: 사무엘하 11:14절을 중심으로.” 한국기독교연구원 제11회 가락재 심포지움(가평 가락재, 2008.2.11-13)
- (2007.9.) “아우구스티누스의 정신 이론에 대한 라깡적 해석.” 한국현상학회 제188차 월례발표회, 논평 인하대 한상연 교수(성균관대학교 인문 퇴계관, 2007.9.29. 토요일)
- (2007.6.) “라깡과 예수연구: 라깡의 세미나 9, Identification을 중심으로.” 2007년 한국라깡과현대정신분석학회 정기학술대회[전기]: 라깡과 사회-세계화된 사회 속에서 정신분석과 비평학의 임무, 논평 충청대 박선영 교수(제주도 ICC(국제컨벤션센타), 2007.6.18-20.)
- (2007.4.) “라깡과 아우구스티누스.” 제2회 한국조직신학자전국대회, 논평 김덕기 대전신학대학교 신약학 교수(추풍령 단해교회, 2007.4.27-28)
- (2007.3.) “자끄 라깡의 세미나 9권 Identification(정체화 또는 동일시).” 2007년 한국라깡과현대정신분석학회 제5차 월례학술세미나(이스탄불 문화원 세미나실, 2007.3.16.)
- (2007.12.) “현대신학의 주제로서 '예수이름' 연구: '예수이름세미나'에서 얻은 결론들.” 예일신학대학원대학교 제9회 예일콜로퀴움, 논평 박용궁(역사신학) 교수(임페리얼 팰리스 호텔 세미나실, 2007.12.18),
- (2007.12.) “라깡의 세미나 일정 연대기와 정신분석의 진정성.” 2007년 한국라깡과현대정신분석학회 제8차 월례학술세미나(강릉아산병원 세미나실, 2007.12.21.-22.)
- (2006.12.) “의심과 확신, 아우구스티누스의 si fallor sum과 라깡의 sujet pour un autre signifiant을 중심으로.” 한국프랑스철학회 제7회 정기학술발표회, 논평 김석 건국대 교수(경희대 본관 3층 세미나실, 2006.12.16.)
- (2006.11.) “아우구스티누스의 intentio와 라깡의 pulsion.” 2006년 한국라깡과현대정신분석학회 정기학술대회[후기]: 라깡과 철학, 논평 권희영 한국학중앙연구원 교수(동국대학교 90주년 기념문화관, 덕암세미나실, 2006.11.18.)
- (2006.11.) “라깡의 '도식R'을 통해 본 아버지.” 협성대학교 김성민 교수의 목회상담 강의 특강(협성대학교, 2006.11.15.)
- (2006.6.) “라깡, objet a, 예수 이름.” 2006년 한국라깡과현대정신분석학회 정기학술대회[전기], 논평 홍준기 한국정신분석상담연구소장(전북대학교 의과대학, 2006.6.3.)
- (2006.4.) “루터와 라깡.” 제1회 한국조직신학자전국대회, 논평 권득칠 루터대학교 조직신학 교수(추풍령 단해교회, 2006.4.28.)
- (2005.7.) “라깡과 종교.” 2005년 한국라깡과 현대정신분석학회 정기학술대회[전기], 논평 권희영 한국학중앙연구원 교수(서울시립대, 2005.7.2.)
- (2005.5.) “자크 라캉의 무와 종교.” 한국종교학회 정기학술대회 [전기], 논평 김재현 한국고등신학연구원장(서강대, 2005.5.14.)
- (2005.12.) “라깡, objet a, 예수 이름.” 협성대학교 김성민 지도교수 분석심리학회(협성대학교, 2005.12.8.)
- (2004.11.) “아우구스티누스와 라깡: 율동하는 마음의 동인으로서 성령.” 제7회 예일콜로퀴움, 논찬 박용궁 교수, 예일신학대학원대학교 회의실, 2004,11.29)
- (2003.9.) “아동정신분석가 돌토.” 「교수신문」 284호(2003.9.22.)
- (2003.2.) “신학대학 안에 기독교 세계관은 존재하는가?” 기독학술교육동역회 DEW 겨울캠프, 논평 양승훈 캐나다 VIEW 교수(호서대학교, 2003.2.21.)
- (2003.10.) “라깡에게서 ‘structure’의 의미.” 2003년 한국라깡과현대정신분석학회 정기학술대회[후기], 논평 김서영 고려대학교 교수(경희대학교, 2003.10.8.)
- (2001.5.) “예수이름을 강조하는 신학에 관한 고찰.” (박용궁 교수의 논찬과 함께, 반포예일교회, 2001.5.5.)
- (2001.3.) “기독교세계관 영역에서 제시하는 예수이름을 강조하는 신학체계 혹은 세계관 변혁체계로서 예수이름에 관한 고찰.” 제3회 예일콜로퀴움, 논찬 박용궁 교수(2001.3.22.)
- (2000.6.) “자아에 관한 고찰-1895년 프로이드의 작품과 1954-5년 라깡의 작품 비교를 중심으로.” 한국종교학회 종교심리분과, 논평 박시성 고신대학교 의과대학 교수(강남대학교, 2000.6.2.)
- (2000.1.) “예일신학대학원대학교 ｢기독교 세계관｣에서 제시하는 ‘기독교 세계관 운동 확산’을 위한 몇 가지 고찰.” 󰡔제1회 예일신학대학원대학교 교수 세미나󰡕. 주제: 대학원 발전을 위한 비전과 과제, 장소: 제주도 파라다이스호텔, 일시: 2000.1.10.(월).-12(수).
- (1998.12.) “Seminar를 전후로 Lacan에 나타난 몇 가지 개념.” 강남대학교신학대학원(1998.12.14.)
- (1998.11.) “Freud와 Lacan의 정신분석학적 입장에서 본 Luther의 노예의지론 분석.” 한국종교학회 종교심리분과(서울대학교, 1998.11.7.)
- (1998.8.) “라깡의 세미나 7권 정신분석의 윤리 고찰.” 한국외국어대학교 대학원 불어학과(한국외국어대, 1998.8.21.)

## 수상
- (2024.9.) [연구 및 출판] 재단법인레마성서연구원 이사장/예명대학원대학교 총장 특별상(2024.9.)
- (2016.4.) [논문] 우수논문상 수상(한국조직신학회 개최, 단해그룹 후원): '성경은 어떻게 읽어야 하는가?' 발표, 제11회 한국조직신학자전국대회, 논평 하경택 장신대학교 구약학 교수(성북구 덕수교회, 2016.4.22.)
- (2006.6.) [번역] 2006년 문화관광부 종교부문 우수학술도서: 미르치아 엘리아데, 『신화 꿈 신비』, 숲, 2006.4.
- (2006.6.) [번역] 2006년 대한민국학술원 기초학문육성 우수학술도서: 엘리자베스 루디네스코/미셀 플롱, 『정신분석대사전』, 백의, 2005.9): 5인 공역[강응섭·권희영·여인석·이유섭·정혜숙]

## 같이 보기
- 장 앙살디
- 장-다니엘 꼬스
- 예명대학원대학교
- 대한민국의 신학자 목록
- 한국조직신학회
- 몽펠리에 개신교신학대학교
- 자크 라캉
- 조남신